# 2. Budapesti Nemzetközi Cirkuszfesztivál
A 2. Budapesti Nemzetközi Cirkuszfesztivál (angolul: 2nd International Circus Festival of Budapest) 1998. január 10. és 12. között került megrendezésre Budapesten, a Fővárosi Nagycirkuszban. Az „A” műsorra január 10-én, a „B” műsorra január 11-én került sor. A gála műsort január 12-én tartották.

## A fesztiválon fellépő művészek

### „A” műsor
| #  | Előadó                           | Szám                             | Ország        | Eredmény     |
| -- | -------------------------------- | -------------------------------- | ------------- | ------------ |
| 01 | Szlipcsenko csoport              | rúddobó trió                     | Oroszország   | Továbbjutott |
| 02 | Romana                           | lábzsonglőr                      | Ausztria      | —            |
| 03 | Korolevs                         | levegőszám                       | Oroszország   | Továbbjutott |
| 04 | Juri és Szása                    | ikária                           | Oroszország   | —            |
| 05 | David Könyöt                     | bohózat                          | Anglia        | —            |
| 06 | Nereus Éva                       | kézegyensúlyozás                 | Magyarország  | —            |
| 07 | Petrosian                        | zsonglőr                         | Örményország  | —            |
| 08 | Hebei Troupe                     | akrobatikus csésze egyensúlyozás | Kína          | Továbbjutott |
| 09 | Manducas                         | komikus duett akrobatika         | Portugália    | —            |
| 10 | Donnert Károly                   | tigrisszám                       | Magyarország  | Továbbjutott |
| 11 | Axt Elisabeth                    | trapéz                           | Magyarország  | —            |
| 12 | Gran Picasso és Gran Picasso Jr. | ping-pong és tányérzsonglőr      | Spanyolország | Továbbjutott |
| 13 | Jagaantsetseg                    | hajlékony akrobaták              | Mongólia      | Továbbjutott |
| 14 | David Könyöt                     | bohóctréfa                       | Anglia        | —            |
| 15 | Kisfaludy csoport                | ugródeszka                       | Magyarország  | Továbbjutott |

### „B” műsor
| #  | Előadó            | Szám                       | Ország        | Eredmény     |
| -- | ----------------- | -------------------------- | ------------- | ------------ |
| 01 | Gena Schvartzman  | zsonglőrlány               | USA           | —            |
| 02 | Rampin Testvérek  | ikária                     | Spanyolország | Továbbjutott |
| 03 | Skorpió           | plasztikus etűd rózsával   | Oroszország   | —            |
| 04 | Sallai Tibor      | humor a kötélen            | Magyarország  | —            |
| 05 | Mr. Chap          | bohóctréfa                 | Lengyelország | —            |
| 06 | Kirilenkó csoport | egyensúlyozás ferde rúdon  | Oroszország   | —            |
| 07 | Trió Császár      | ugródeszka akrobaták       | Magyarország  | Továbbjutott |
| 08 | Oleg Izossimov    | kézegyensúlyozó            | Oroszország   | —            |
| 09 | Vargas csoport    | repülő emberek a kupolában | Mexikó        | Továbbjutott |
| 10 | Mr. Chap          | bohózat                    | Lengyelország |              |
| 11 | Jakubovszki       | kutyaszám                  | Oroszország   | Továbbjutott |
| 12 | Rob Alton         | BMX szám                   | Anglia        | —            |
| 13 | Michael Goudeau   | humoros zsonglőr           | USA           | Továbbjutott |
| 14 | Meteors           | hebei akrobata csoport     | Kína          | Továbbjutott |

### Gálaműsor
A gálaműsort 1998. január 12-én, hétfőn 19 órakor rendezték meg. Az előadás programja az „A” műsor és „B” műsorokból, a nemzetközi zsűri által kiválasztott számokból állt össze.
| # | Előadó                           | Szám                             | Ország        | Helyezés | Díj           |
| - | -------------------------------- | -------------------------------- | ------------- | -------- | ------------- |
|   | Hebei Troupe                     | akrobatikus csésze egyensúlyozás | Kína          | 1.       | Arany fokozat |
|   | Jagaantsetseg                    | hajlékony akrobaták              | Mongólia      | 3.       | Bronz fokozat |
|   | Kisfaludy csoport                | ugródeszka akrobaták             | Magyarország  | 3.       | Bronz fokozat |
|   | Korolevs                         | levegőszám                       | Oroszország   | 1.       | Arany fokozat |
|   | Meteors                          | hebei akrobata csoport           | Kína          | 3.       | Bronz fokozat |
|   | Trió Császár                     | ugródeszka akrobaták             | Magyarország  | 2.       | Ezüst fokozat |
|   | Vargas csoport                   | repülő emberek a kupolában       | Mexikó        | 2.       | Ezüst fokozat |
|   | Szlipcsenko csoport              | rúddobó trió                     | Oroszország   | —        | —             |
|   | Donnert Károly                   | tigrisszám                       | Magyarország  | —        | —             |
|   | Gran Picasso és Gran Picasso Jr. | ping-pong és tányérzsonglőr      | Spanyolország | —        | —             |
|   | Rampin Testvérek                 | ikária                           | Spanyolország | —        | —             |
|   | Jakubovszki                      | kutyaszám                        | Oroszország   | —        | —             |
|   | Michael Goudeau                  | humoros zsonglőr                 | USA           | —        | —             |

## A fesztivál győztesei
| Díj           | Elnyerte          | Nemzet       | Szám                            |
| ------------- | ----------------- | ------------ | ------------------------------- |
| Arany fokozat | Korolevs          | Oroszország  | légtornászok                    |
| Arany fokozat | Hebei             | Kína         | akrobatikus csészeegyensúlyozás |
| Ezüst fokozat | Meteors           | Kína         | hebei akrobatacsoport           |
| Ezüst fokozat | Kisfaludy csoport | Magyarország | ugródeszkacsoport               |
| Bronz fokozat | Vargas            | Mexikó       | repülő emberek a kupolában      |
| Bronz fokozat | Jagantsetseg      | Mongólia     | hajlékony akrobaták             |
| Bronz fokozat | Trió Császár      | Magyarország | ugródeszka-akrobaták            |